# ためいきロ・カ・ビ・リー
「ためいきロ・カ・ビ・リー」は、近藤真彦の11作目のシングルレコード。
1983年7月15日に発売された。発売元はRVC。

## 概要
表題曲は、東宝映画『嵐を呼ぶ男』主題歌、ハウス食品『ククレカレー』CMソング。CMでは、歌詞の出だしの部分「ギラリ熱いぜ　太陽のリズム」を、「ズバリ美味いぜ　マッチのククレカレー」と歌詞を変え歌唱している。
本楽曲で、1983年大晦日、生放送の『第34回NHK紅白歌合戦』へ、3年連続3回目の出場を果たした。
初回プレスのみ、フォトカードサイズのマグネットが付属。

## 収録曲
- 両楽曲共に、作詞：松本隆／作曲：筒美京平

1. ためいきロ・カ・ビ・リー（3分30秒）
編曲：松下誠
2. Hey Girl（2分53秒）
編曲：大谷和夫